# 4-й Берлинский международный кинофестиваль
4-й Берлинский международный кинофестиваль прошёл с 18 по 29 июня, 1954 года в Западном Берлине.

## Конкурсная программа
- Большое приключение, режиссёр Арне Суксдорф
- Выбор Хобсона, режиссёр Дэвид Лин
- Жить, режиссёр Акира Куросава
- Великая надежда, режиссёр Дуилио Колетти
- Лишенный духовного сана, режиссёр Лео Жоаннон
- Хлеб, любовь и фантазия, режиссёр Луиджи Коменчини
- Сеньорита, режиссёр Том Пэйн, Освальдо Сэмпейо
- Живая пустыня, режиссёр Джеймс Элгар
- Золотой век фламандской живописи, режиссёр Пол Хесерсц

## Награды
- Золотой медведь:
  - Выбор Хобсона, режиссёр Дэвид Лин
- Серебряный медведь:
  - Хлеб, любовь и фантазия, режиссёр Луиджи Коменчини
- Бронзовый медведь:
  - Лишенный духовного сана, режиссёр Лео Жоаннон
- Большой золотой приз:
  - Живая пустыня, режиссёр Джеймс Элгар
- Большой серебряный приз:
  - Большое приключение, режиссёр Арне Суксдорф
- Большой бронзовый приз:
  - Een gouden eeuw-de kunst der Vlaamse primitieven, режиссёр Paul Haesaerts
- Специальный приз Берлинского сената:
  - Жить, режиссёр Акира Куросава
  - Великая надежда, режиссёр Дуилио Колетти
  - Сеньорита, режиссёр Том Пэйн, Освальдо Сэмпейо
- Приз Международной Католической организации в области кино (OCIC):
  - Великая надежда, режиссёр Дуилио Колетти
- Особый приз Международной Католической организации в области кино (OCIC):
  - Большое приключение, режиссёр Арне Суксдорф
  - Лишенный духовного сана, режиссёр Лео Жоаннон